# Gratia
Gratia es una comuna ubicada en el distrito de Teleorman, Rumania.

## Superficie
Posee una superficie de 38,22 kilómetros cuadrados.

## Demografía
Hasta 2021 la población era de 2571 habitantes, con una densidad de población de 67,27 habitantes por kilómetro cuadrado.